# Transformers: The Ride
Transformers: The Ride è un'attrazione presente all'Universal Studios Singapore e all'Universal Studios Hollywood. Si basa sulle pellicole dell'omonimo franchise e impiega il 3D ad alta definizione.

## Storia

### Annuncio
Nel 2007, la pianificazione precoce del design per il viaggio ebbe inizio. Nel mese di ottobre del 2008, l'Universal Parks & Resorts ha annunciato l'aggiunta di Transformers: The Ride alla loro Singapore e anche al parcho a tema di Hollywood Il viaggio è stato progettato dalla creativa universale e si prevede di aprire nel mese di dicembre 2011 a Singapore, e nel 2012 a Hollywood.

### Universal Studios Singapore
La costruzione per l'attrazione di Singapore è iniziata alla fine del 2009 in una posizione adiacente al Sci-Fi della città. La costruzione continuò per tutto il periodo e aveva ha avuto inizio il 18 marzo 2010. Verso l'ottobre 2010, una parte della pista per la corsa era già stata costruita. È stato anche scoperto che la corsa sarà distribuita su due livelli.
Il 27 ottobre 2011, l'Universal Studios di Singapore ha annunciato che Transformers: The Ride farà il suo debutto il 3 dicembre 2011, il 19 novembre 2011 ha aperto la corsa al pubblico per "prove tecniche”. La corsa ha avuto la sua anteprima mondiale in un evento serata esclusiva il 2 dicembre 2011 con il regista Michael Bay e Tom Williams (Universal Parks & Resorts CEO), infine, il 3 dicembre, ci fu l'apertura ufficiale al pubblico.

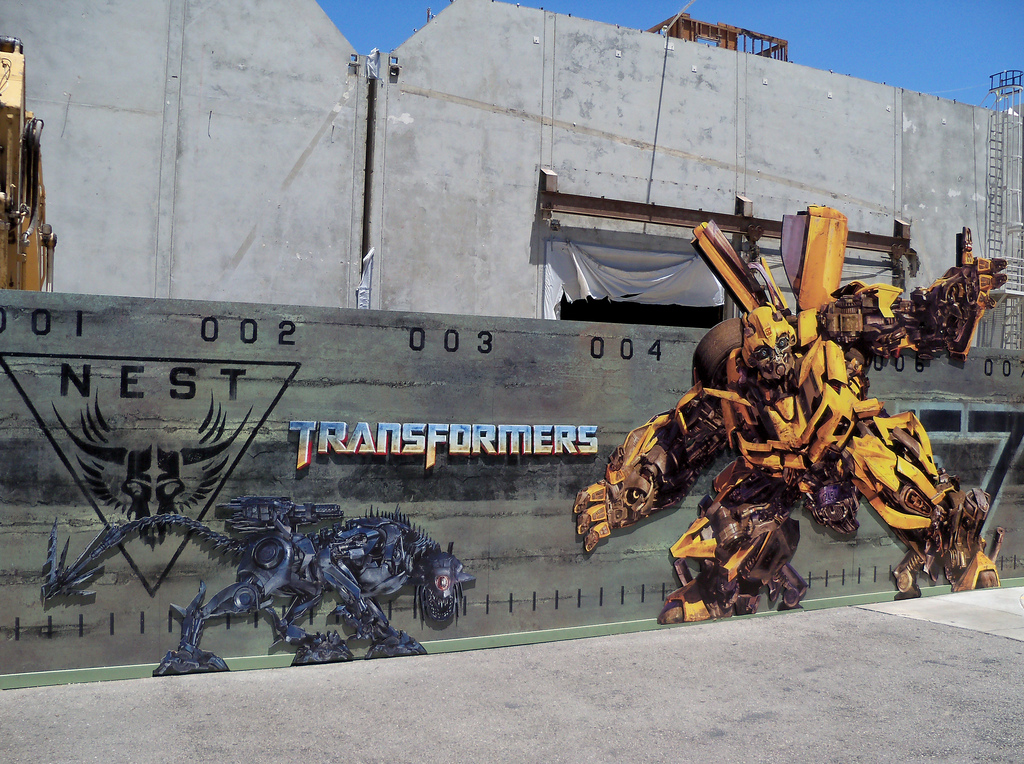
Parte del Parco a Tema in costruzione ad Hollywood

### Universal Studios Hollywood
La Universal Studios Hollywood, per Transformers: The Ride ha richiesto la rimozione di due attrazioni. Pochi giorni dopo la chiusura delle due attrazioni, sono iniziati i lavori per gli edifici. L'attrazione sta per essere ultimata definitivamente.

## Experience

### Viaggio
Il tragitto inizia con Evac, un personaggio Transformers della serie originale molto famoso. Il veicolo si avvicina al primo schermo 3D che raffigura Ravage che afferra la bomboletta contenente l'Allspark. Evac gira a 180° per affrontare la seconda schermata in cui Bumblebee si batte per l'AllSpark che infine finisce in possesso di Evac. Poi si sale al secondo livello di attrazione. Durante la salita Optimus Prime si batte con Megatron e Grindor. Il leader nemico afferra Evac e si conclude con Megatron che rompe un tubo dell'acqua. Evac entra in un vicolo cieco, ma prima di invertire si gira verso un altro schermo 3D che mostra ancora Megatron sparare un missile contro Evac, che riesce a sfuggirgli. Successivamente si trova vicino a Devastator che sta tentando di succhiare tutto fuori dell'edificio. Evac riesce ad invertire e sfuggire l'aspirazione. Qui l'Autobot Sideswipe fornisce assistenza nella lotta contro il Decepticon Bonecrusher. Devastator ritorna sulla scena a fianco di Starscream. Evac riesce a scappare da Devastator una seconda volta, ma Starscream riesce ad afferrare Evac e gettarlo in diversi isolati prima di arrivare a una sosta in un cantiere. Optimus Prime e Megatron continuano la loro battaglia in un cantiere, mentre Evac inverte la marcia in un tentativo di proteggere l'Allspark. Starscream appare per la seconda volta, ma viene distrutta da elicotteri della squadra NEST. Evac ritorna al piano inferiore. Durante la discesa al piano terra, Bumblebee salva dalla distruzione Evac congratulandosi con i piloti e sulla loro missione.

### Uscita
Una volta terminato il giro, i piloti scendono dal Transformers Evac presso la stazione di scarico che è direttamente adiacente alla stazione di carico. Essi seguiranno un percorso che conduce alla presa di alimentazione. In questo modo l'avventura si conclude.